# Leforest
Leforest je francouzská obec v departementu Pas-de-Calais v regionu Hauts-de-France. Žije zde přibližně 7 100 obyvatel.

## Geografie
Obec leží u hranic departementu Pas-de-Calais s departementem Nord.

### Sousední obce
| Růžice kompasu | Ostricourt (Nord)   | Thumeries (Nord) | Moncheaux (Nord)     | Růžice kompasu |
| Růžice kompasu | Évin-Malmaison      | Sever            | Raimbeaucourt (Nord) | Růžice kompasu |
| Růžice kompasu | Évin-Malmaison      | Leforest         | Raimbeaucourt (Nord) | Růžice kompasu |
| Růžice kompasu | Évin-Malmaison      | Jih              | Raimbeaucourt (Nord) | Růžice kompasu |
| Růžice kompasu | Courcelles-lès-Lens | Auby (Nord)      |                      | Růžice kompasu |